# StLB 5047
De serie 5047 is een diesel motorwagen voor het regionaal personenvervoer van de Steiermärkische Landesbahnen (StLB).

## Geschiedenis
De Österreichische Bundesbahnen gaf in 1983 aan Jenbacher Werke opdracht voor de bouw van nieuwe dieseltreinen naar voorbeeld van de Duitse BR 627. De eerste trein werd in juni 1987 op een rit tussen Jenbach en Rosenburg am Kamp aan de vakpers gepresenteerd.
Sinds 2006 zijn deze treinen afgelost door treinen van de serie 5022. In 2009 werden er drie treinen van de serie 5062, (GTW) bij Stadler Rail besteld.

## Constructie en techniek
Het treinstel is van een schoefkoppeling voorzien. De treinen werden geleverd als motorwagen met hydraulische transmissie. Deze treinen kunnen tot drie stuks gecombineerd rijden. De treinen zijn uitgerust met luchtvering.

## Nummers
De Steiermärkische Landesbahnen (StLB) heeft de treinen als volgt genummerd:
- 5047 401 → VT 51
- 5047 402 → VT 52

## Treindiensten
De treinen werd door Steiermärkische Landesbahnen (StLB) ingezet op de volgende traject:
- Weiz - Gleisdorf - Graz